# Campionato italiano di hockey su ghiaccio 1934
Il campionato italiano di hockey su ghiaccio 1934, 8ª edizione del massimo campionato nazionale, si disputò fra il 18 febbraio ed il 7 marzo 1934. Nel dicembre 1933 l'Excelsior Milano cambiò denominazione in Diavoli Rossoneri Milano, divenendo la sezione hockeystica del Milan Football Club. Il regolamento del campionato prevedeva che il Milano, Campione d'Italia, accedesse direttamente alla finale, mentre le altre formazioni iscritte si dovettero affrontare in partite ad eliminazione diretta. La finale si svolse con la formula delle gare di andata e ritorno. L'HC Milano vinse il suo settimo titolo nazionale.

## Formazioni
Le squadre che presero parte al campionato furono nove, provenienti da Lombardia, Piemonte, Trentino-Alto Adige e Veneto:
- HC Bardonecchia
- Hockey Club Cortina
- Hockey Club Milano
- Hockey Club Milano II
- Diavoli Rossoneri Milano
- Diavoli Rossoneri Milano II
- Ortisei
- SC Renon
- Gruppo Universitario Fascista Torino

## Eliminatorie
Ai quarti di finale il Bardonecchia fu costretto a dichiarare forfait e permise ai Diavoli Rossoneri di vincere a tavolino, accedendo direttamente alla semifinale contro l'HC Milano II.

### Quarti di finale
| Cortina d'Ampezzo 18 febbraio 1934 | Cortina         | 1 – 0 | Diavoli Rossoneri Milano II | Palazzo del ghiaccio\| Arbitro: \| Rinaldo Zardini \| |
| Arbitro:                           | Rinaldo Zardini |       |                             |                                                       |

| Ortisei 18 febbraio 1934                                  | Ortisei   | 1 – 2 (0-0; 1-2; 0-0) | SC Renon | Palazzo del ghiaccio |
| \| \| \| \| \| Moroder 34' \| Marcatori \| 31' Ebner ? \| |           |                       |          |                      |
|                                                           |           |                       |          |                      |
| Moroder 34'                                               | Marcatori | 31' Ebner ?           |          |                      |

| Arbitri: | Cove Francesco Roncarelli |

|                                             |           |       |
| Timpano , Colombi , Mussi Taccani , Dionisi | Marcatori | Lanza |

### Semifinali
| Arbitri: | De Mazzeri Achille Trovati |

|                                                     |           |         |
| Apollonio 4' Bigotina 32' De Zanna 42' Autorete 43' | Marcatori | 29' Lux |

| Arbitri: | Francesco Roncarelli Achille Trovati |

|                |           |  |
| Scotti Trovati | Marcatori |  |

### Finale
| Milano 26 febbraio 1934                                                             | Cortina   | 4 – 2 (2-0; 2-1; 0-1) | Diavoli Rossoneri Milano | Palazzo del ghiaccio |
| \| \| \| \| \| Maioni De Zanna , Apollonio \| Marcatori \| Zucchini e D. Trovati \| |           |                       |                          |                      |
|                                                                                     |           |                       |                          |                      |
| Maioni De Zanna , Apollonio                                                         | Marcatori | Zucchini e D. Trovati |                          |                      |

Il Gruppo Sportivo Dolomiti Cortina si qualificò alla finale scudetto.

## Finale
L'HC Milano bissò il successo dell'anno precedente sconfiggendo il Gruppo Sportivo Dolomiti Cortina sia nella finale d'andata che in quella di ritorno. A causa dei problemi di tenuta del ghiaccio di Cortina entrambe le partite si giocarono a Milano. Si segnala inoltre che entrambe le gare di finale furono giocate a Milano dinanzi ad uno scarso pubblico, come riferiscono le cronache dell'epoca.
| Arbitri: | Dino Verzi Giorgio Baroni |

|  |           |                       |
|  | Marcatori | 26' Mussi 34' Dionisi |

| Arbitri: | Dino Verzi Giorgio Baroni |

|                                           |           |            |
| Dionisi 4' De Mazzeri 12', Roncarelli 51' | Marcatori | 49' Maioni |

## Formazione vincitrice
| HC Milano 7º titolo | Gianmario Baroni, Tino De Mazzeri, Ignazio Dionisi, Augusto Gerosa, Giampiero Medri, Camillo Mussi, Francesco Roncarelli, Franco Rossi, Luigi Venosta, Enrico Calcaterra. |